# کوه‌های کوریاک
کوه‌های کوریاک (انگلیسی: Koryak Mountains) رشته‌کوهی در شرقی‌ترین نقطه سیبری، در جنوب رود آنادیر و شمال شرق شبه‌جزیره کامچاتکا است.این رشته‌کوه، دومین رشته‌کوه بزرگ در سیبری است.